# Franciaország autópályái
Franciaország nagyon fejlett úthálózattal rendelkezik (12 000 kilométer, 7450 mérföld). Európában itt található a leghosszabb úthálózat, amely behálózza az ország összes települését. Az autópályák közúti jelzése kék alapon feltüntetett autópálya logóból áll.
Az autópályák aránya is igen magas, Auvergne régió kivételével nagyon sűrű hálózatot alkotnak. Túlnyomó többségük magán kézben van és fizetősek. Az árak általában a megtett távolság függvényében változnak: az autópályára felhajtáskor egy jegyet kell húzni, amelyet lehajtáskor a fizető kapunál le kell adni, és ez alapján számolják ki az autópályadíjat. Ha a felhajtáskor kapott kártya elveszett (vagy, ha lejárt, azaz 3 napnál régebbi), a legtávolabbi felhajtótól számolják az útdíjat. Az árak európai viszonylatban elég magasak, de nagy különbségeket mutatnak, ami az autoroutes.fr honlapon pontosan kiszámítható.

## Díjfizetés
Az autópályát használók felhajtáskor egy automatából vesznek egy jegyet. A megtett útszakasznak megfelelően történik a díjfizetés. Az autópályáról való lehajtáskor kell fizetni az ott található fizetőkapuknál. A fizetőkapuknál készpénzt, bankkártyát és hitelkártyát is elfogadnak. Egyes helyeken (pl. Nizza környéke, a lyoni elkerülő földalatti szakasza, A432-es autópálya) azonban egységdíjat kell fizetni (függetlenül attól, hogy hol hajtottunk fel). Ilyen helyeken általában egy tölcsér alakú automatába kell a megfelelő összeget (általában 1,5–2 €) bedobni. Természetesen csak fémpénzben, ezért az autópályára való felhajtás előtt érdemes meggyőződni, hogy rendelkezünk-e megfelelő mennyiségű érmével.
Léteznek nem fizetős autópálya-szakaszok is. Ezek Ile-de-France régióban, illetve az egyes nagyobb vidéki városok agglomerációjában találhatók, de a Rajna-menti, illetve az észak-franciaországi autópályák többsége is ilyen. A fizetős szakaszokat felhajtó előtt mindig a "PÉAGE" felirattal jelzik. Az utolsó nem fizetős lejárót a "DERNIÈRE SORTIE AVANT PÉAGE" felirat jelzi, ezt követően nem feltétlenül botlunk fizetőkapuba (franciául station de péage), ez lehet, hogy több kilométerrel arrébb van, vagy egységdíjas szakaszoknál nem is létezik.
Nagy forgalom esetén (nyári hétvégéken, csúcsidőszakban) fizetős szakaszok végénél, a fizetőkapuknál több kilométeres sorok alakulhatnak ki. Megoldás lehet egy korábbi lehajtón való lehajtás, ám így is számítani lehet torlódásokra, mivel akadnak mások is, akik így próbálnak hamarabb célhoz jutni. Különösen gyakran Lyon környékén szokásosak a hasonló torlódások az A6-os és A7-es autópályákon. Párizs tág környékén is általánosak a nagyon hosszú dugók, tehát átutazás esetén érdemes minél messzebb elkerülni a fővárost.
Az autópályákon kívül számos országos főút (route nationale) is található az országban, melyek mindegyike ingyenes. Sok közülük több szakaszon többsávos, akár autóút, sőt autópálya minőségű. Jelzésük egy "N" és az azt követő egy, kettő vagy három számjegy. Csomópontokban zöld színnel jelölik őket.

## Úttípusok
A leghíresebb és egyben a legforgalmasabb országút, az N7, amely Párizsból Lyonon és Aix-en-Provence-on át a Francia Riviérára megy (Menton városáig). Bár lassabb, mint autópályán haladni, sokkal élvezetesebb lehet ezt az utat választani, amely számos érdekes településen megy keresztül, bár sokat el is kerül.
Az országos utak mellett léteznek megyei (départementale, Dxxx), illetve települési (Cxxx) utak is. Ezek általában szintén jól karban vannak tartva, de jóval kisebb forgalmúak, mint az országos utak. A megyei utak nagyjából a magyarországi elsőrendű főutak, a helyi utak a magyarországi mellékutakhoz hasonlíthatók az út szélességét tekintve.
Franciaországban számos körforgalom található. Itt mindig jól jelzik (a Magyarországon szokottól eltérően az út bal oldalán), hogy a kihajtó ágak hova vezetnek. Általában a "TOUTES DIRECTIONS" (minden irány) irányt érdemes követni, ha a többi kiágazó nem felel meg. Érdemes odafigyelni, hogy kereszteződéseknél a korlátozó táblák általában (nem mindig) a szokásostól eltérően a baloldalt találhatóak.

## Biztonság

### Sebességkorlátozás
Lakott területen belül 50 km/h, lakott területen kívül 80 km/h, autópályán pedig normál útviszonyok mellett 130 km/h, esőben 110 km/h, havas és csúszós úton 50 km/h a megengedett sebesség.

### Közlekedési morál
A közlekedési morál elég jó az utakon, de a nagyvárosokban, illetve nyáron a Francia Riviérán intenzív forgalomra kell számítani, amelynek velejárói a tolakodások és egyéb kellemetlenségek. A hatóságok fokozott figyelmet fordítanak a gyorshajtás kiszűrésére, ezért számos állandó és ideiglenes radar működik országszerte. Az állandó radarokra külön tábla is figyelmeztet.

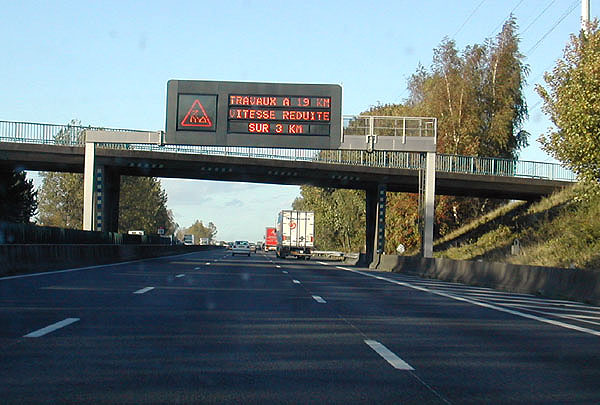
Változtatható jelzésképű tábla. Útmunkálatokra figyelmeztet.

### További biztonsági szolgáltatások
Minden autópálya forgalmi irányonként legalább kettő forgalmi sávval rendelkezik, a forgalmi irányokat középső elválasztósáv választja el, vagy a forgalmi irányok részére elkülönített pálya épült. A menetirány szerinti jobb oldalon leállósáv van, kivéve a gyorsító- és lassító sávok mellett. Minden kereszteződése külön szintű, a forgalmi csomópontokban és a pihenőhelyeknél a gépjárművek fel- és lehajtására gyorsító- és lassítósáv épült. 2 kilométerenként segélykérő telefon van elhelyezve mindkét menetirányban, ezek közül néhány telefonfülkén villanófény van, amely arra figyelmezteti az autósokat, hogy a közelben valamilyen probléma van az úton. 10 kilométerenként egyszerű pihenőhelyeket (nyilvános vécékkel) és 40 kilométerenként komplex pihenőhelyeket (benzinkút, étterem) alakítottak ki. Rendszeres biztonsági őrjáratot biztosítanak a bajba jutott vezetők megsegítésére. Digitális információpaneleket is használnak, melyek a lehetséges közúti nehézségekről tájékoztatnak. Van egy FM rádióállomásuk, autópálya információkkal (107,7 MHz). A sebességkorlátozás betartásának ellenőrzése érdekében biztonsági kamerákat, sebességmérőket helyeztek ki.

## Az autópályák fenntartása
Az autópályákat több vállalat tartja fenn:
- ALIS (SEM, SAPN 8%, Bouygues 20,2%, Ixis 26%, DTP Terrassement 13,44%), concessionnaire de l'A28 Rouen-Alençon 125 km, Alis, hivatalos honlap
- SAPRR (Autoroutes Paris-Rhin-Rhône), 1801 km, SAPRR, hivatalos honlap
- AREA (Société des Autoroutes Rhône-Alpes, SAPRR Subsidiary at 99,82%), 381 km, AREA, hivatalos honlap
- ASF (Autoroutes du sud de la France), 2325 km, ASF, hivatalos honlap Archiválva 2006. december 6-i dátummal a Wayback Machine-ben
- ATMB Autoroutes et tunnels du Mont-Blanc, 107 km, ATMB, hivatalos honlap
- CEVM (Viaduc de Millau, groupe Eiffage), 2,5 km, CEVM, hivatalos honlap
- Cofiroute (Compagnie Industrielle et Financière des Autoroutes, VINCI csoport tagja), 896 km, Cofiroute, hivatalos honlap
- Escota (Société des Autoroutes Esterel-Côte d'Azur, ASF csoport tagja), 460 km, Escota, hivatalos honlap
- Sanef (Société des autoroutes du Nord et de l'Est de la France), A.C.S. csoport tagja (Spain), 1317 km, SANEF, hivatalos honlap
- SAPN (Société des autoroutes Paris-Normandie, SEM Sanef csoport tagja), 366 km, SAPN, hivatalos honlap Archiválva 2010. május 15-i dátummal a Wayback Machine-ben
- SFTRF, Société française du tunnel routier du Fréjus, 67 km, SFRTF, hivatalos honlap[halott link]

## Az autópályák listája

### A1-A9
- A1 (franciául Autoroute du Nord) Párizs, Porte de la Chapelle - Lille
  - Hossza: 214 km
  - Üzemeltető: SANEF
- A2 Combles - Belgium
  - Hossza: 85 km
  - Üzemeltető: SANEF
- A3 Párizs, Porte de Bagnolet - Párizs - észak
  - Hossza: 17 km
  - Üzemeltető: ??
- A4 (franciául Autoroute de l'Est) Párizs, Porte de Bercy - Strasbourg
  - Hossza: 480 km
  - Üzemeltető: SANEF
- A5 Vert-Saint-Denis (Seine-et-Marne) - Langres
  - Hossza: 250 km
  - Üzemeltető: SAPRR
- A6 E15 (franciául Autoroute du Sud és Autoroute du Soleil) Párizs - Lyon
  - Hossza: 450 km
  - Üzemeltető: SAPRR
- A7 E15 (franciául Autoroute du Soleil) Lyon - Marseille
  - Hossza: 314 km
  - Üzemeltető: ASF
- A8 (franciául La Provençale) La Fare-les-Oliviers - Olaszország
  - Hossza: 225 km
  - Üzemeltető: Escota és ASF
- A9 (franciául La Languedocienne / La Catalane) Orange - Narbonne - Spanyolország
  - Hossza: 280,5 km
  - Üzemeltető: ASF

### A10-A20
- A10 (franciául L'Aquitaine) Rungis - Orly - Bordeaux
  - Hossza: 557 km
- A11 (franciául L'Océane) Saint-Arnoult - Nantes
  - Hossza: 325 km
- A12 A13 (Rocquencourt) - Trappes
  - Hossza: ??
- A13 (franciául Autoroute de Normandie) Párizs (Porte d'Auteuil) - Caen (Porte de Paris)
  - Hossza: 225 km
- A14 Orgeval - La Défense
  - Hossza: 16 km
- A15 Villeneuve-la-Garenne - Cergy (előtte - Pont de Tancarville - Le Havre)
  - Hossza: 31 km
- A16 (franciául L'Européenne) Belgium - Beauvais - Amiens - Abbeville - L'Isle Adam
  - Hossza: 311 km
- A19 : Orléans (Artenaynél A10) - Sens
  - Hossza: ??
- A20 (franciául L'Occitane) Vierzon - Montauban
  - Hossza: 425 km

### A21-A29

A26-os, az A28-as és az A29-es autópályák, melyek elkerülik Párizst.

- A21 (franciául Rocade Minière) Lens - Douai - Denain
  - Hossza: ??
- A22 Lesquin - Belgium
  - Hossza: ??
- A23 Lesquin - Valenciennes
  - Hossza: ??
- A24 Amiens - Lille - Belgium (tervezett)
  - Hossza: ??
- A25 Lesquin - Dunkerque
  - Hossza: 60 km
- A26 (franciául Autoroute des Anglais) Troyes - Calais
  - Hossza: 405 km
- A27 Lesquin - Lille - Belgium
  - Hossza: ??
- A28 Autoroute des Estuaires Abbeville - Tours
  - Hossza: 405 km
- A29 A13 - Pont de Normandie - Amiens – Saint-Quentin
  - Hossza: 266 km

### A30-A39
- A30 Uckange - Bassompierre
  - Hossza: 20 km
- A31 Beaune - Luxembourg
  - Hossza: 350 km
- A32 Freyming-Merlebach - Németország
  - Hossza: ??
- A33 Nancy - Hudiviller (helyi autópálya Nancy körül)
  - Hossza: 30 km
- A34 Reims - Charleville-Mézières - Belgium
  - Hossza: 75 km
- A35 Lauterbourg - Svájc (Bázel)
  - Hossza: 202 km
- A36 (franciául La Comtoise) (A 31) Ladoix-Serrigny - Németország
  - Hossza: 235 km
- A38 Pouilly-en-Auxois - Dijon
  - Hossza: 42 km
- A39 (franciául Autoroute Verte) Dijon - Bourg-en-Bresse
  - Hossza: 150 km

### A40-A49

Az A40-es–A49-es autópályák

- A40 E62 (franciául Autoroute Blanche, Autoroute des Titans) Mâcon - Mont Blanc alagút
  - Hossza: 208 km
- A41 : Svájc (Genf) - Grenoble
  - Hossza: ??
- A42 E611: Lyon - Bourg-en-Bresse
  - Hossza: 49 km
- A43 : Lyon - Olaszország
  - Hossza: ??
- A44 : (projekt) (Lyon nyugati elkerülő)
  - Hossza: ??
- A45 : Lyon - Saint-Étienne
  - Hossza: 8 km
- A46 : Anse - Givors (Lyon keleti elkerülő)
  - Hossza: 65 km
- A47 E70: Lyon - Saint-Étienne
  - Hossza: ??
- A48 : Lyon - Grenoble
  - Hossza: ??
- A49 : Grenoble - Valence
  - Hossza: ??

### A50-A59
- A50 : Marseille - Toulon
  - Hossza: ??
- A51 : Marseille - Grenoble
  - Hossza: ??

Az A50-es–A59-es autópályák

- A52 : Összekötő autópálya A8-as és az A50-es között
  - Hossza: ??
- A54 : Nîmes - Salon-dél
  - Hossza: ??
- A55 : Martigues - Marseille
  - Hossza: 30 km
- A57 : Toulon – Vidauban
  - Hossza: ??

### A60-A69

Az A60-as–A69-es autópályák

- A61 E80 (franciául Autoroute des Deux Mers) Toulouse - Narbonne
- A62 E72 (franciául Autoroute des Deux Mers) Bordeaux - Toulouse
- A63 E5 (franciául Autoroute de la Côte Basque) Bordeaux - Biriatou
- A64 E80 (franciául La Pyrénéenne) Toulouse - Bayonne
- A65 E7 : Bordeaux - Pau
- A66 : Toulouse - Pamiers
- A68 : Toulouse – Albi

### A70-A79
- A71 (franciául L'Arverne) Orléans - Clermont-Ferrand
  - Hossza: ??
- A72 Saint-Étienne - Clermont-Ferrand
  - Hossza: ??
- A75 (franciául La Méridienne) Clermont-Ferrand - Pézenas (Béziers 2009-ben)
  - Hossza: 340 km
- A77 (franciául Autoroute de l'Arbre) Rosiers - Nevers
  - Hossza: ??

### A80-A99
- A81 : Le Mans - La Gravelle
- A82 : Brest - Nantes (tervezett)
- A83 : Nantes - Niort közelében
- A84 : Rennes - Caen
- A85 : Angers - Vierzon

Az A86-os (piros), az A104-es (zöld) és a párizsi körgyűrű (narancssárga)

- A86 : A második körgyűrű Párizsban
- A87 : Murs Erigné - La Roche-sur-Yon (tervezett)
- A88 : Caen - Falaise - Sées (tervezett)
- A89 : Lyon - Bordeaux

### Egyéb autópályák
- A104 Körgyűrű Île-de-France (Párizs) régió
- A105 Combs-la-Ville
- A110 Ablis - Tours
- A115 A15 (Sannois) - Méry-sur-Oise
- A131 A13 26-os kijárata - Le Havre
- A132 A13 / Pont L'Evèque - Canapville
- A154 A13 - Louviers
- A199 Torcy - Champs-sur-Marne - Seine-et-Marne
- A203 Charleville-Mézières - Glaire
- A260 Boulogne-sur-Mer - A26
- A320 A4 - Németország
- A330 : Nancy - Richardménil
- A404 : Oyonnax - Ain
- A406 : Mâcon
- A430 : Albertville
- A432 : Saint-Laurent-de-Mure - Montluel
- A508 : Tunnel d'accès à Monaco
- A630 : Bordeaux
- A660 : Arcachon
- A680 : Bretelle de Verfeil
- A711 :
- A719 : Antenne de Gannat
- A750 : Clermont-l'Hérault - Montpellier
- A810 : La Rochelle - A10
- A831 : Rochefort - La Rochelle - Fontenay-le-Comte
- A837 (franciául Autoroute des Oiseaux) Rochefort - A10

## Képek az autópályákról

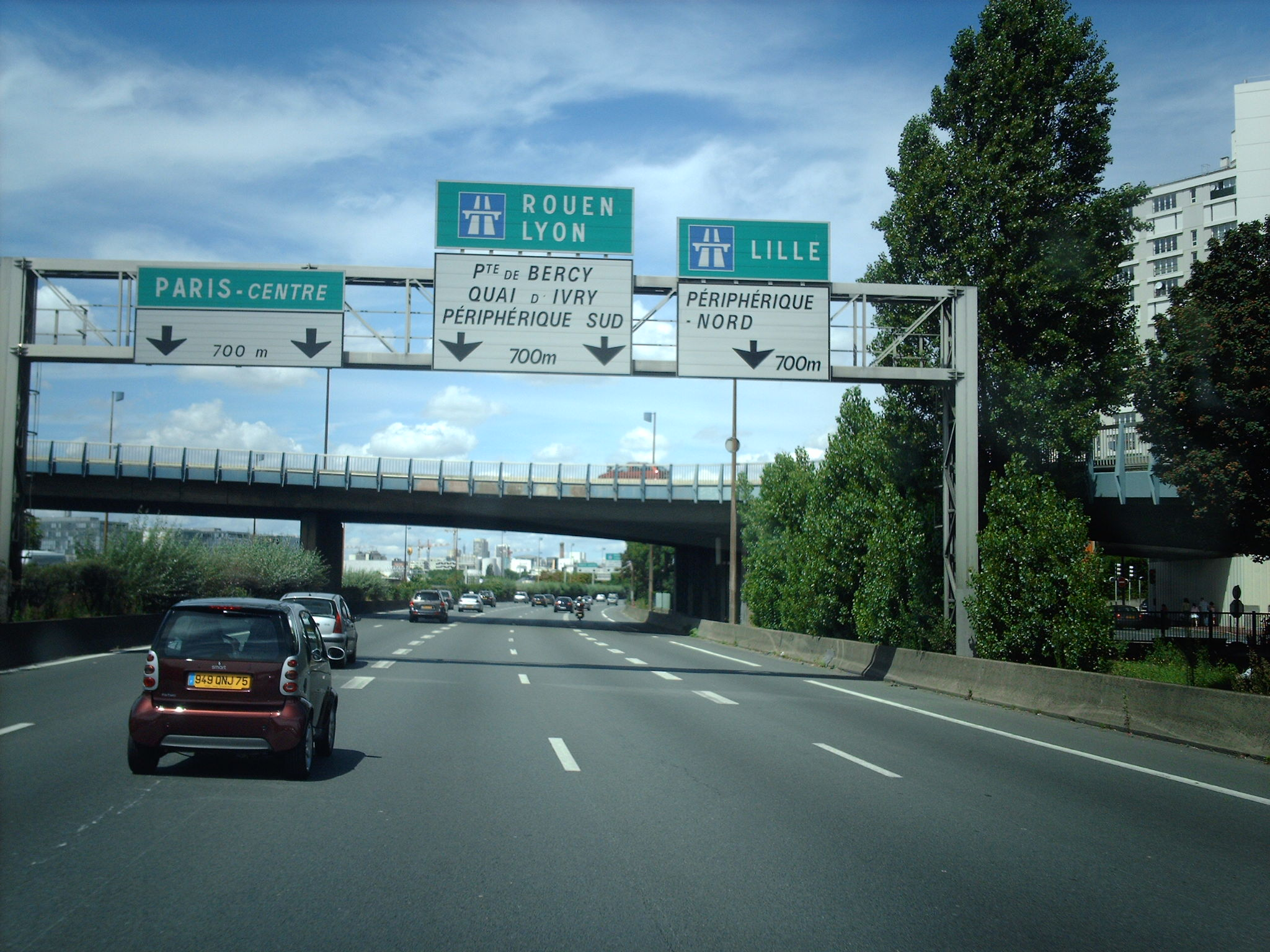
Az A4-es autópálya
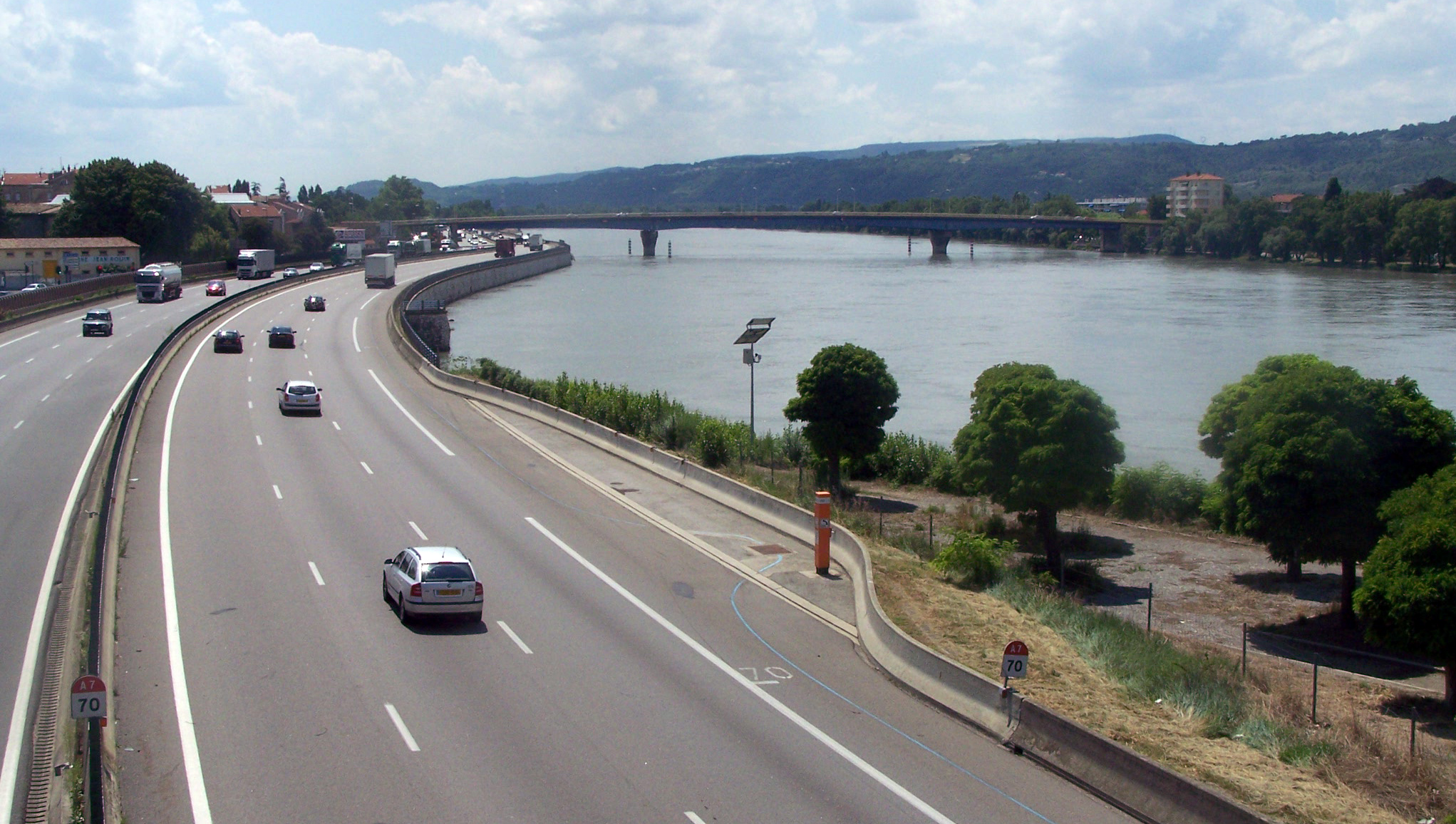
Az A7-es autópálya
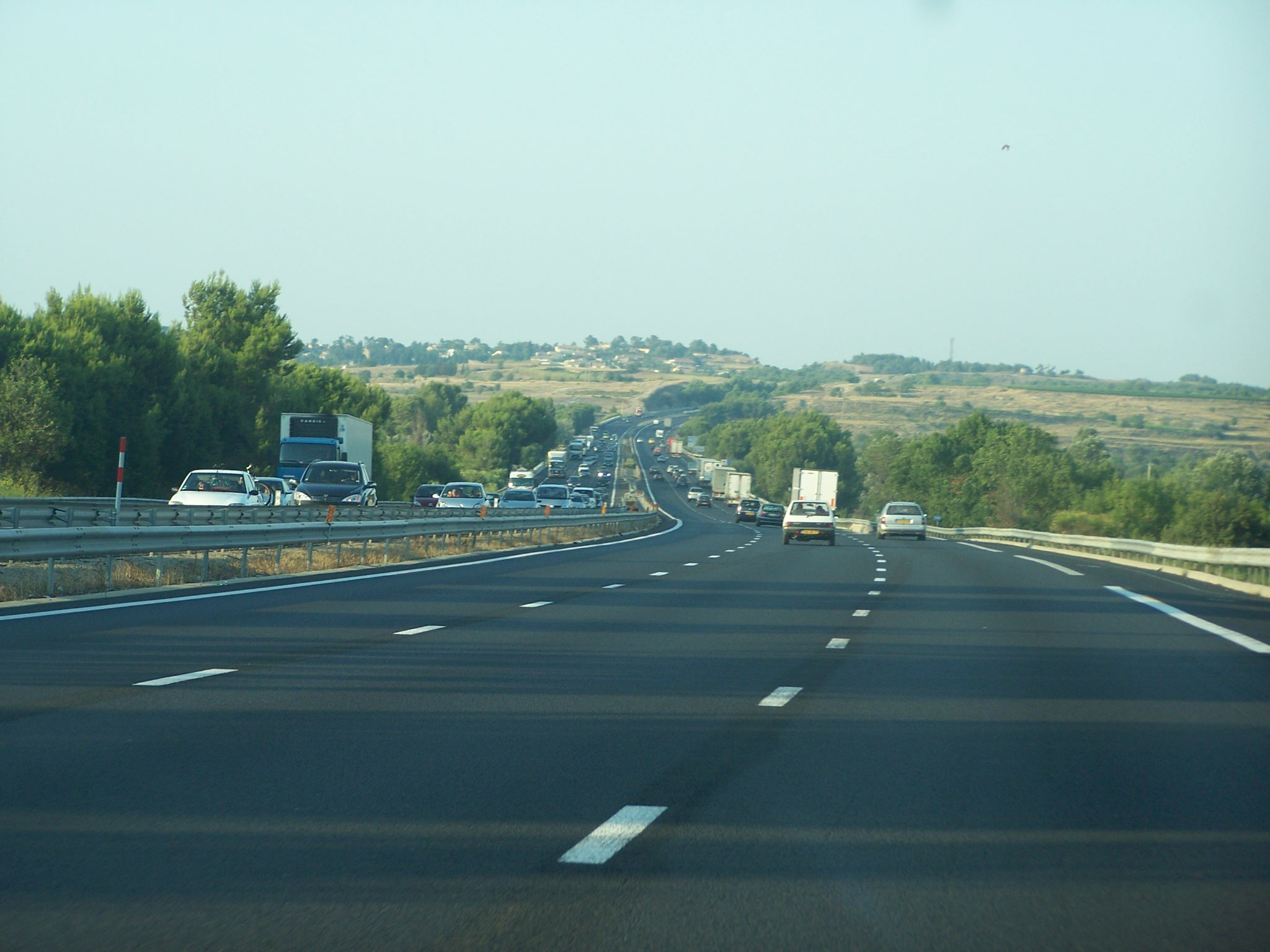
Az A9-es autópálya
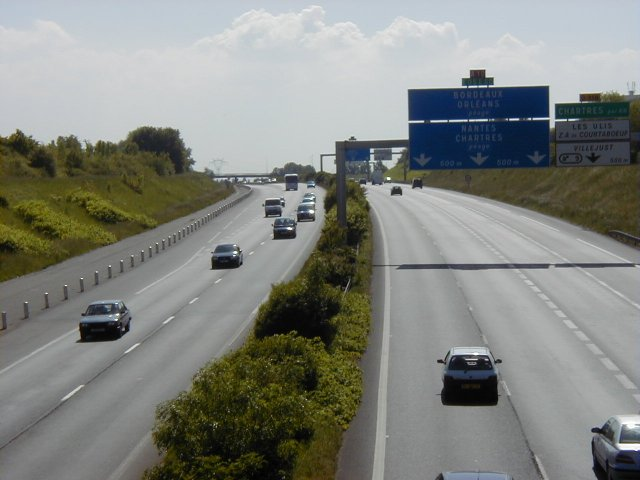
Az A10-es autópálya
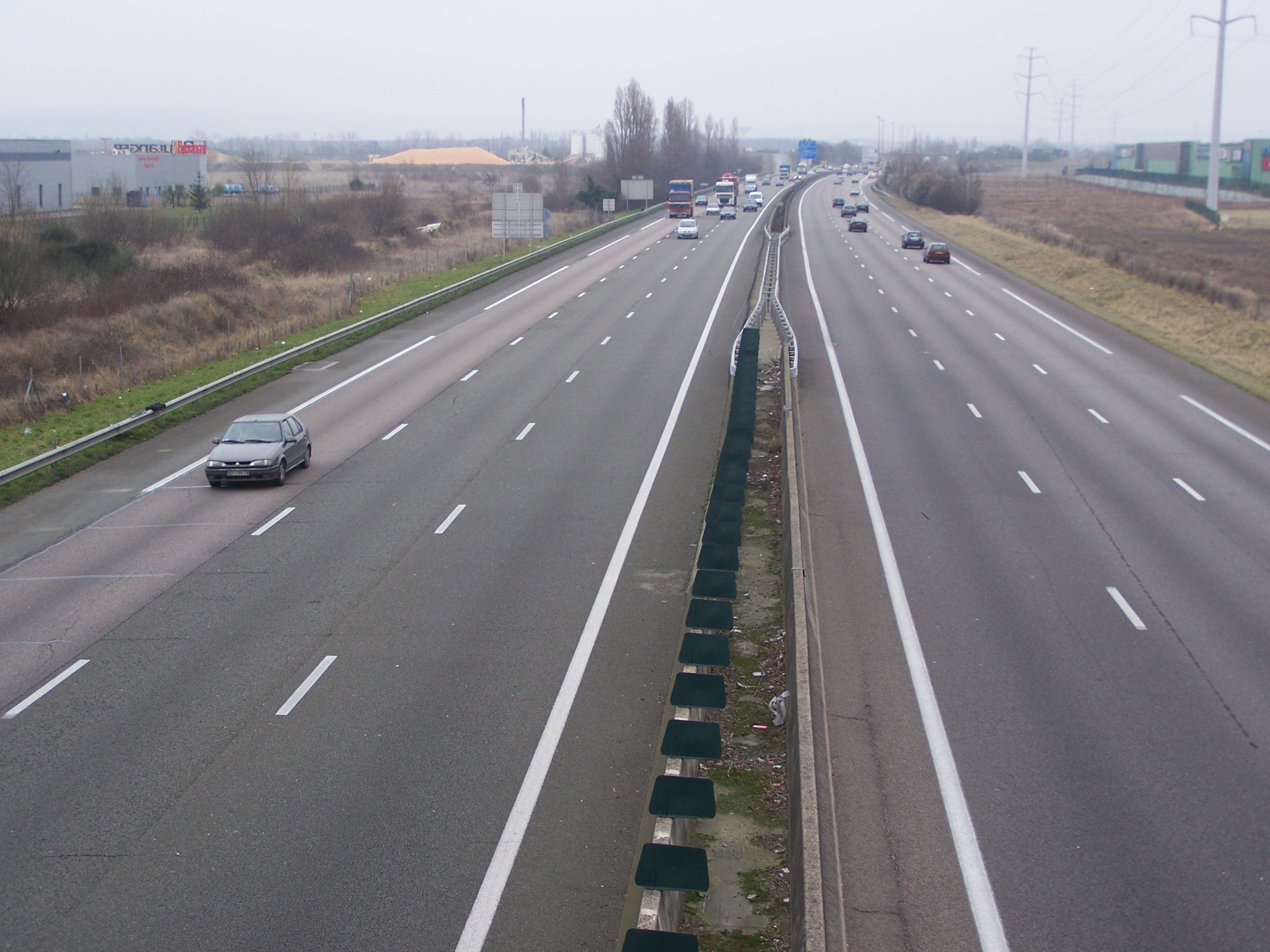
Az A13-as autópálya
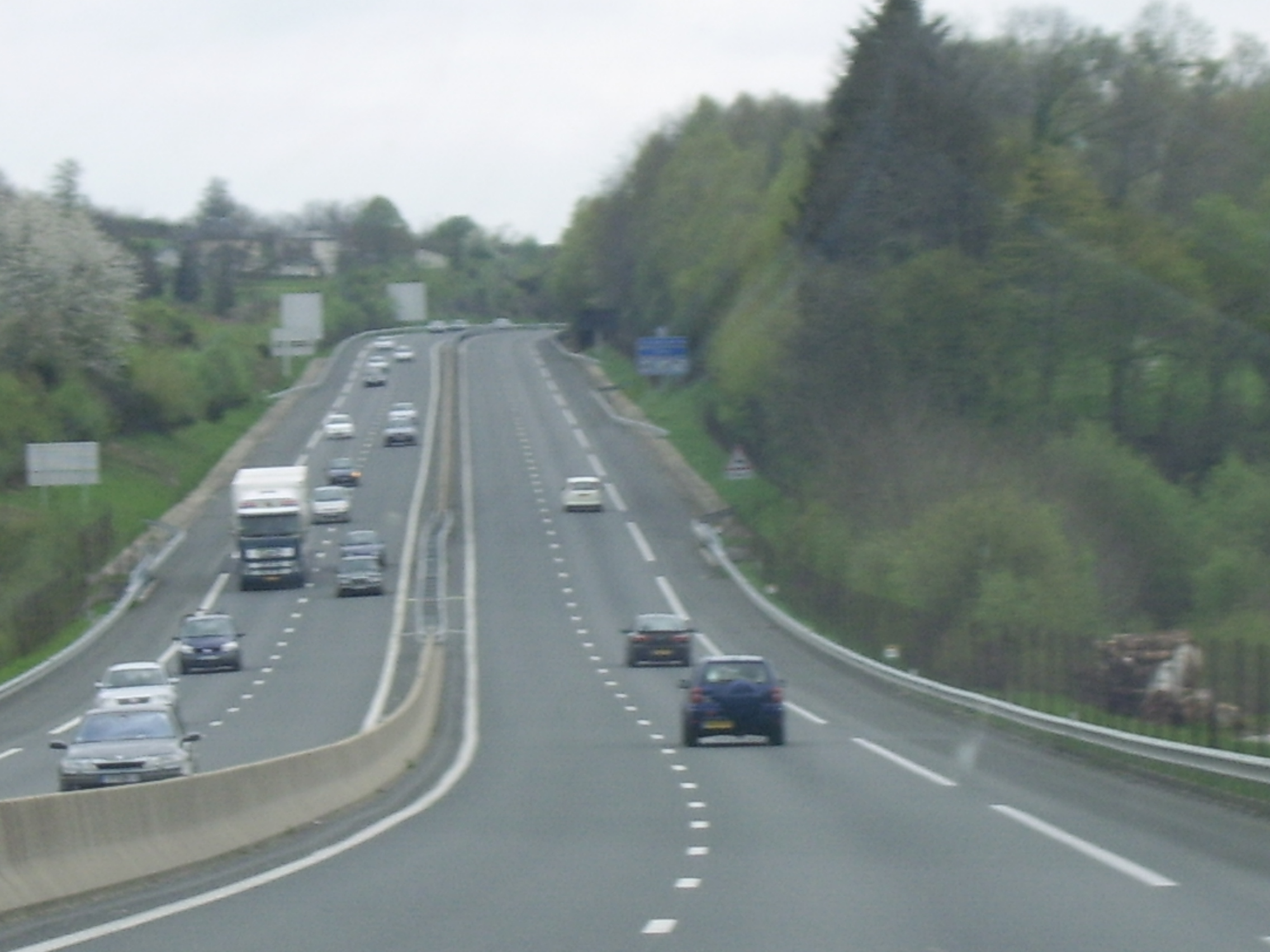
Az A20-as autópálya
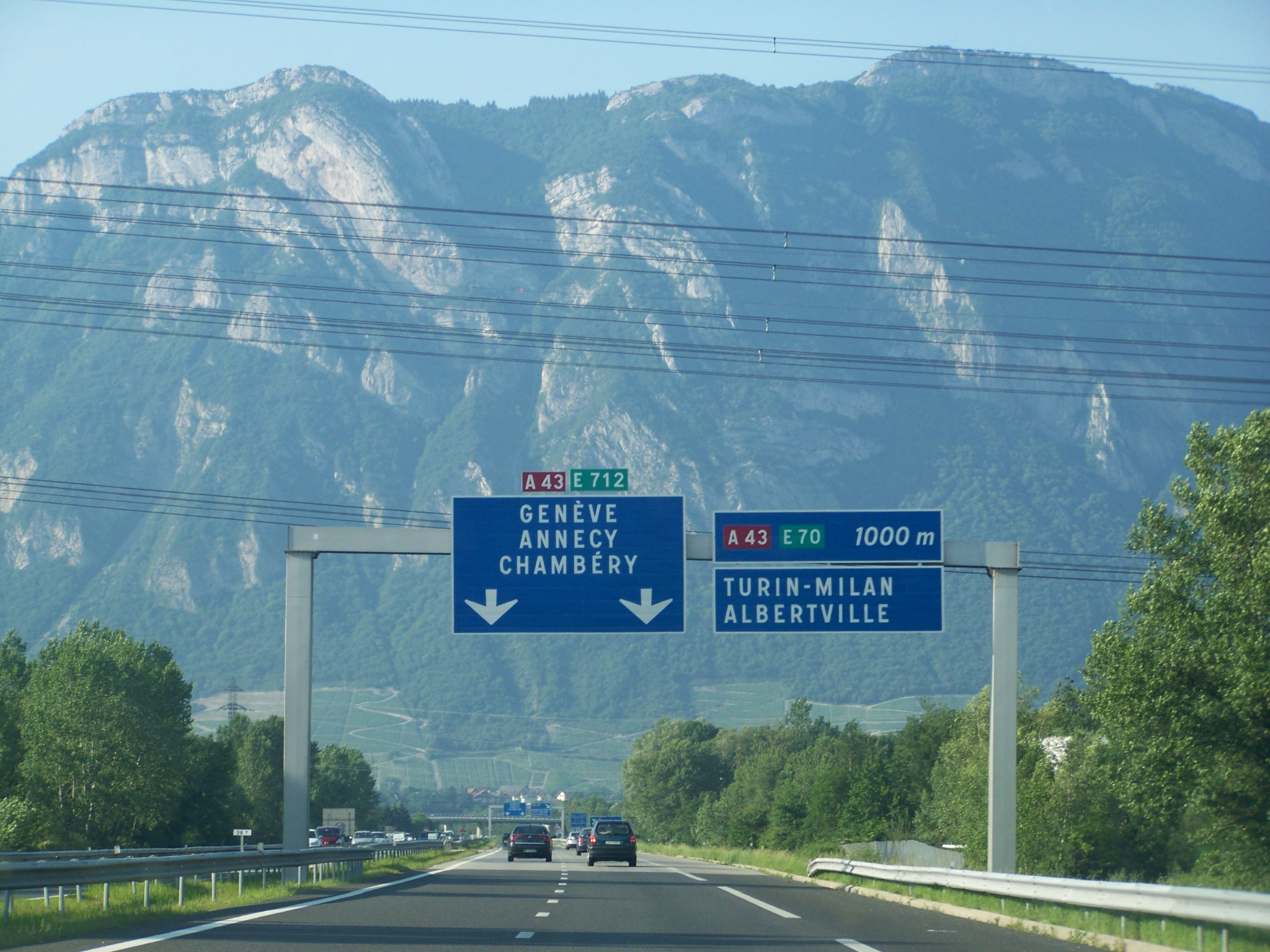
Az A41-es és az A43-as autópálya
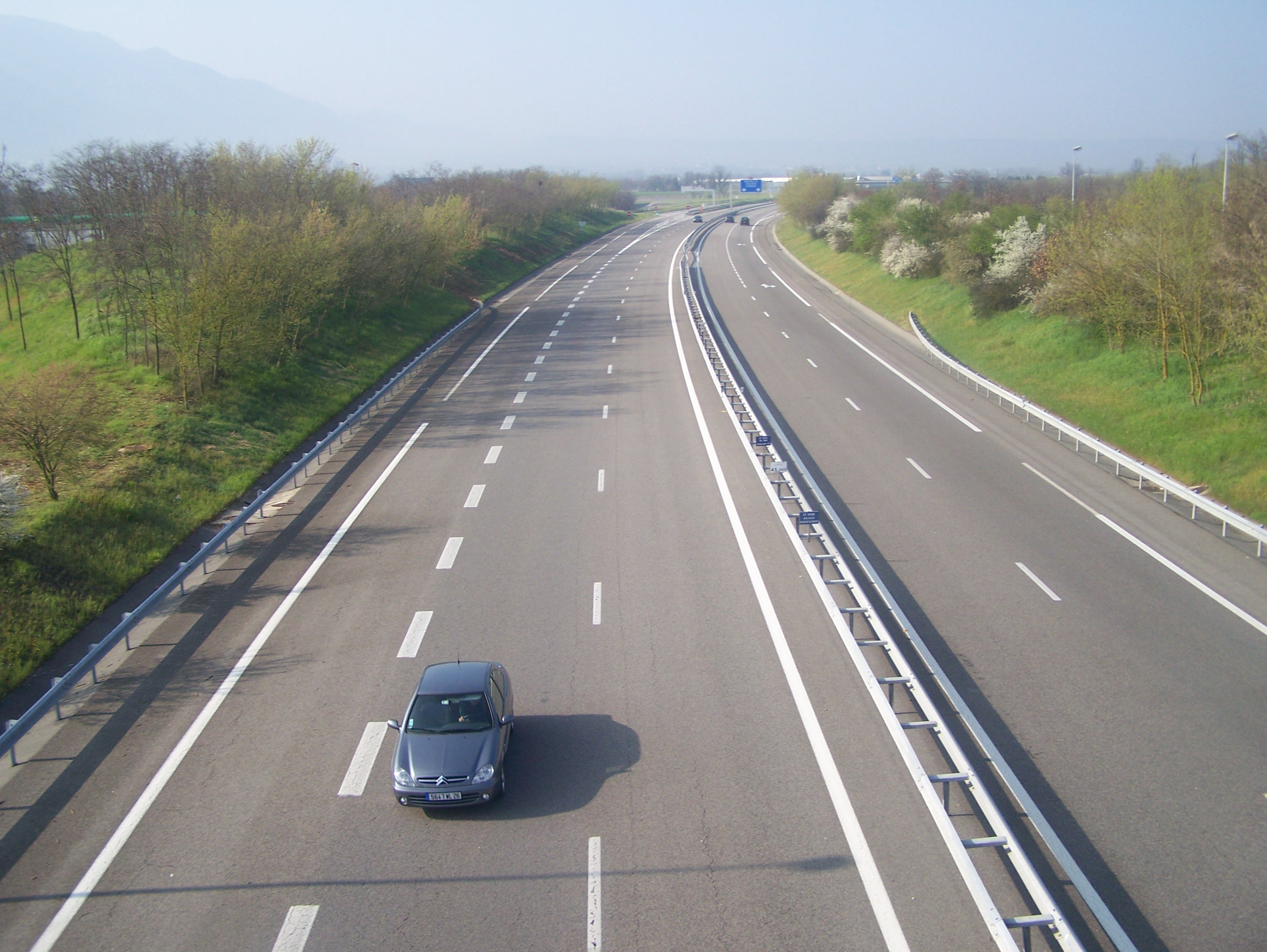
Az A49-es autópálya
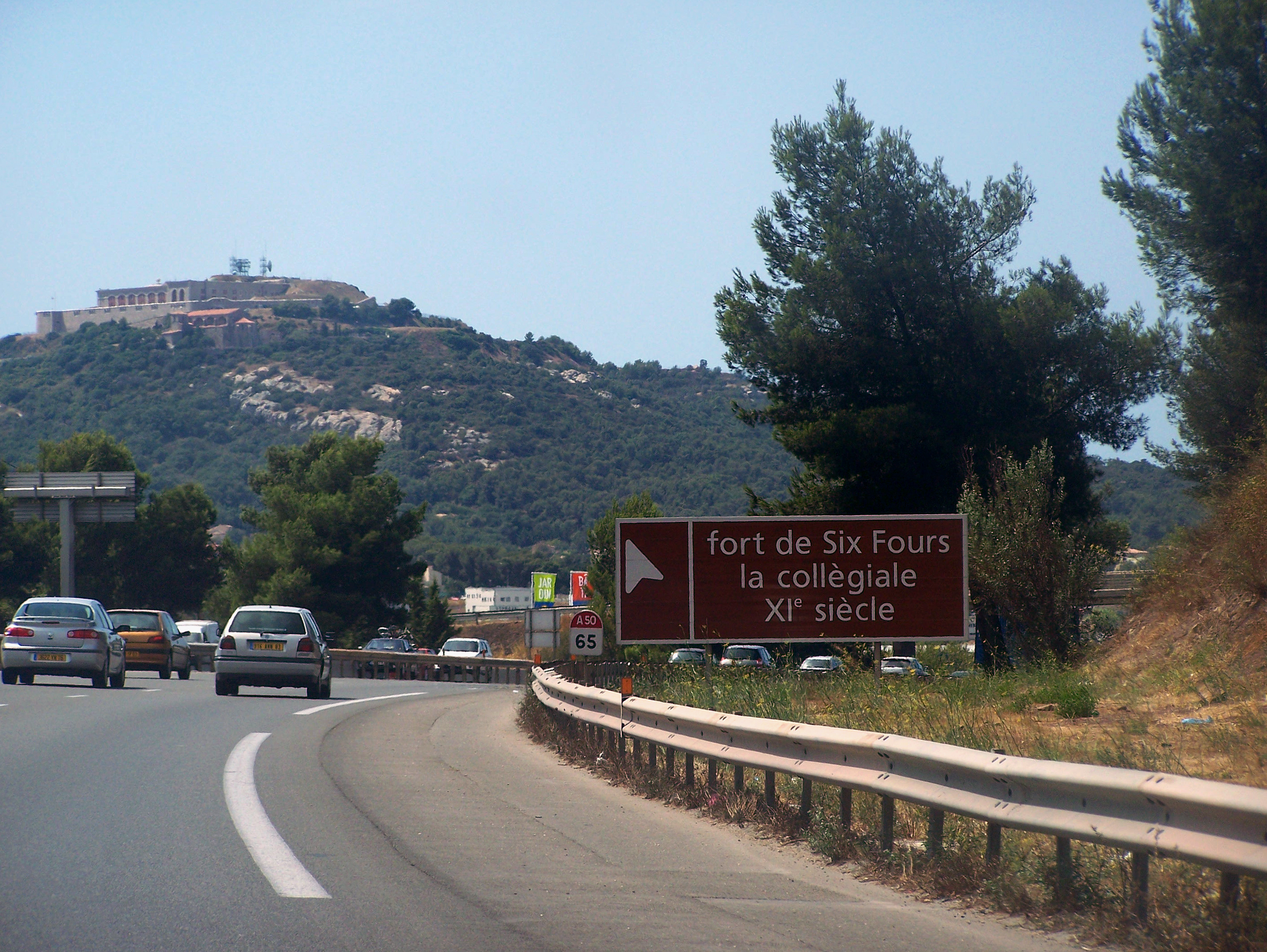
Az A50-es autópálya
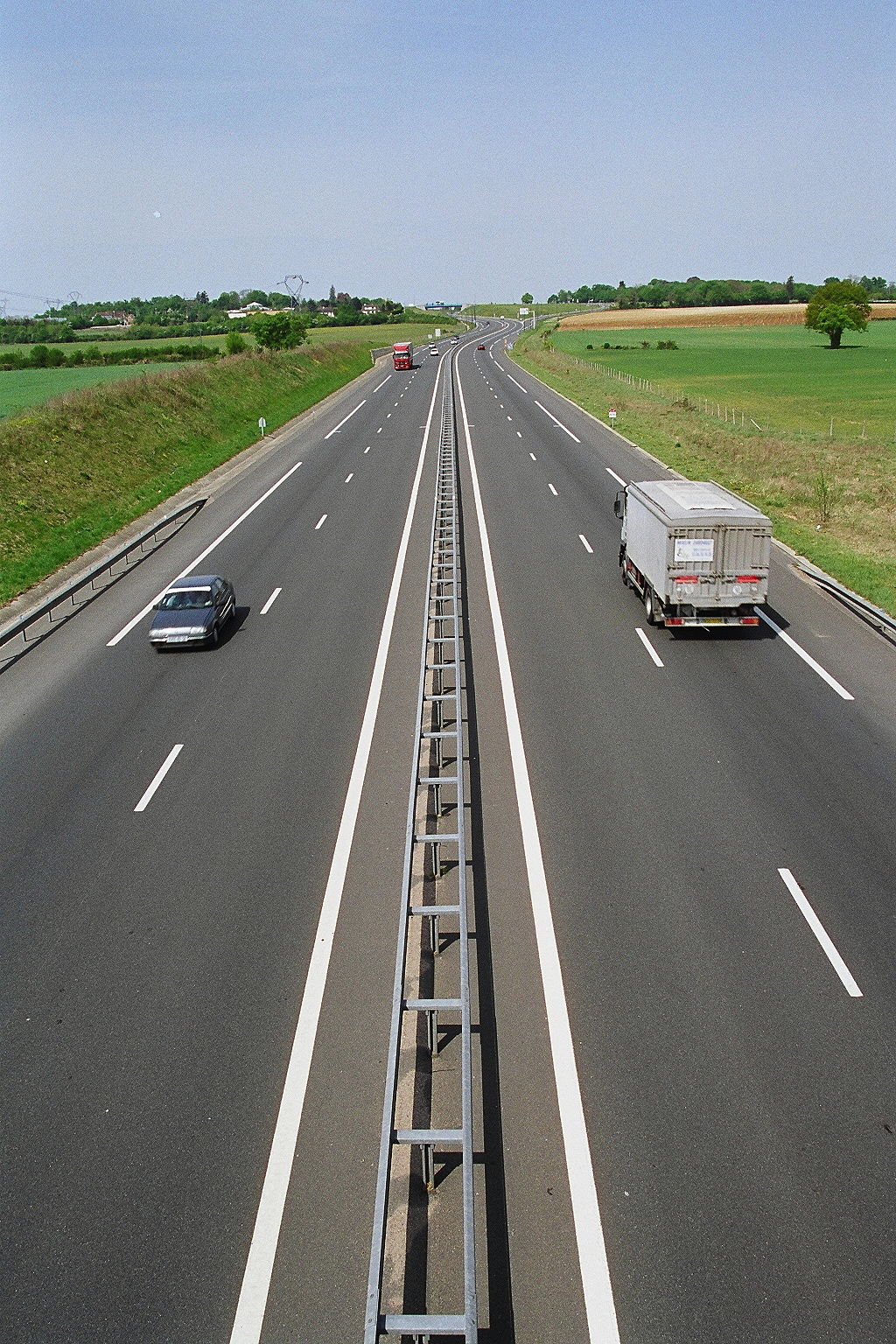
Az A77-es autópálya
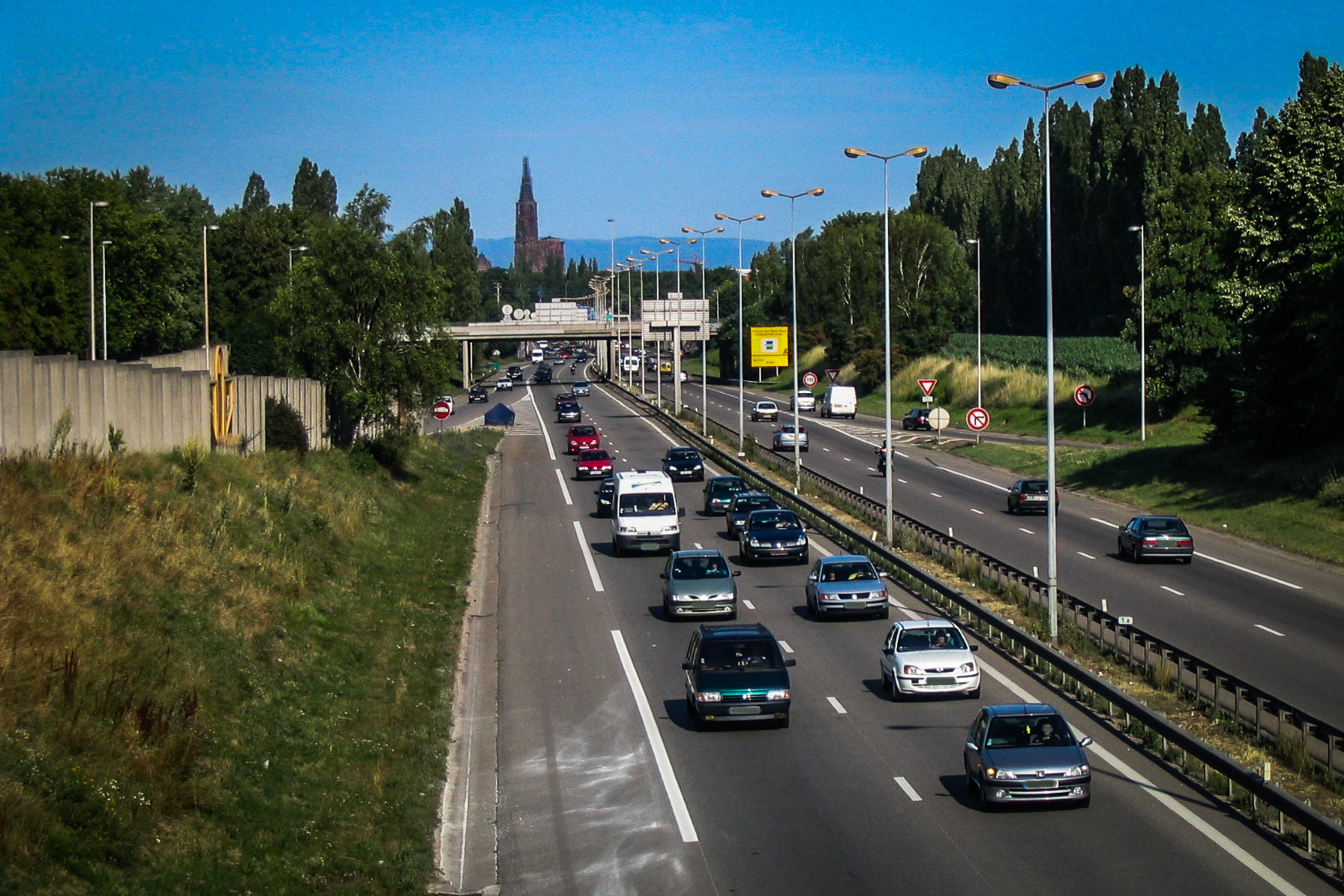
Az A351-es autópálya
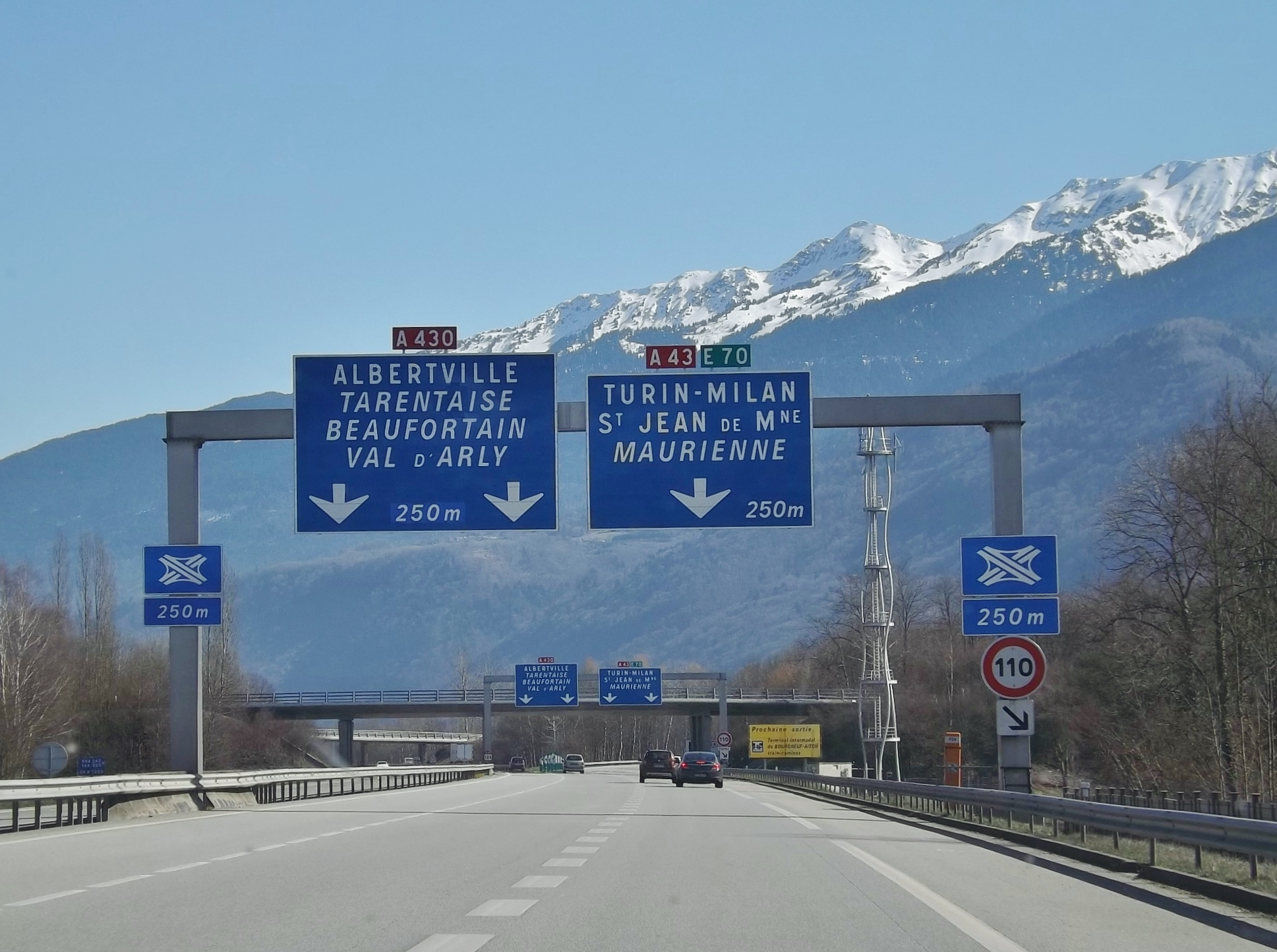
Az A43-as és az A430-as autópálya

## Fordítás
Ez a szócikk részben vagy egészben az Autoroutes of France című angol Wikipédia-szócikk fordításán alapul.  Az eredeti cikk szerkesztőit annak laptörténete sorolja fel. Ez a jelzés csupán a megfogalmazás eredetét és a szerzői jogokat jelzi, nem szolgál a cikkben szereplő információk forrásmegjelöléseként.